# Carmela Allucci
Carmela "Lilli" Allucci, född 22 januari 1970 i Neapel, är en italiensk vattenpolospelare. Hon var lagkapten i Italiens landslag vid olympiska sommarspelen 2004. Hennes främsta meriter är utöver OS-guldet två VM-guld och fyra EM-guld.
Allucci tog OS-guld i damernas vattenpoloturnering i samband med de olympiska vattenpolotävlingarna 2004 i Aten. Hennes målsaldo i turneringen var ett mål. EM-guld tog hon 1995 i Wien, 1997 i Sevilla, 1999 i Prato samt 2003 i Ljubljana och VM-guld 1998 i Perth samt 2001 i Fukuoka.